# Clásico Capitalino (Ecuador)
El Clásico Capitalino es un partido de fútbol en el que se enfrentan dos de los equipos más tradicionales de la ciudad de Quito del fútbol ecuatoriano, Sociedad Deportivo Quito y Liga Deportiva Universitaria, los chullas con 5 títulos y los albos con 13 estrellas nacionales respectivamente, este partido se origina en la década de los 50' con el Campeonato Profesional Interandino, a nivel nacional en los 60' pero gana más repercusión en los 90' y 2000.

## Historia
Los primeros registros de este enfrentamiento se dan cuando Deportivo Quito se denominaba como Sociedad Deportiva Argentina en la temporada inaugural del Campeonato Profesional de AFNA el 11 de julio de 1954 en el estadio El Ejido con marcador a favor de Argentina por 4-2 sobre LDU. A partir de la siguiente temporada empezó a denominarse como Sociedad Deportivo Quito y consiguió el primer título profesional, mientras que el subcampeón fue Liga, este orden se repitió en 1956. Para 1960 se estrenó el Campeonato Profesional Interandino que ya incluía a equipos ambateños y la rivalidad entre el Quito y Liga continuó en dicho año que concluyó con el título albo y el subcampeonato chulla, los encuentros se dieron hasta el último torneo en 1967.
Uno de los partidos más tradicionales de la capital ecuatoriana lo protagonizan Liga de Quito y Deportivo Quito, desde que la ‘AKD’ descendió a la Serie B, a finales de 2015, se ha perdido uno de los encuentros más esperados en la primera división del fútbol ecuatoriano, lleno de emociones y con gran convocatoria, desde ese momento solo se han disputado encuentros amistosos en noches de presentación. Se han enfrentado un total de 166 veces en su historia, Liga Deportiva Universitaria con 68 triunfos encabeza el historial, mientras que Sociedad Deportivo Quito con 43 victorias, y se registran 55 empates.
El primer cotejo significativo a escala nacional entre estos dos rivales fue en enero de 1965. Fue en el triangular final de Campeonato Nacional de 1964, cuando Deportivo Quito ganó a Liga Deportiva Universitaria por 1-0 en la definición de dicho torneo en los primeros meses del 65.
En el portal de internet de la FIFA, el máximo rector del balompié mundial, recoge una reseña sobre la historia de los enfrentamientos entre los albos y los chullas. Más allá de que comparten la misma ciudad (Quito), las estadísticas de los partidos entre estos dos clubes fueron determinantes para que la FIFA lo avalara como clásico.

## Encuentros destacados
A lo largo de la historia del Campeonato Ecuatoriano de Fútbol se han dado varios partidos que son recordados por diferentes circunstancias. Entre los que están:
- 10 de noviembre de 1990. Domingo por la tarde en el Olímpico Atahualpa repleto con más de 40 mil hinchas, ambos equipos llegaban con chances de clasificar a la fase final, el empate favorecía a LDU; sobre la mitad del segundo tiempo el Quito ganaba 2-0 con goles de Nixon Carcelén y Washington Aires, un autogol de José Rivera reavivó a Liga y a los 77 minutos llegó el empate definitivo 2-2 con gol de Pietro Marsetti, con el resultado el albo clasificó a la final que ganaría y obtendría su título nacional número cuatro.[14]
- 22 de marzo de 1997. El primer partido oficial disputado en el nuevo estadio de Liga, se jugó un sábado en la tarde y el resultado final fue 1-1 con goles del brasileño Manuel Ferreira para el local y Joel Vernaza para la visita.[14]
- 7 de marzo de 1998. El Campeonato Ecuatoriano se jugaba con una particularidad que duró solo un año, si los partidos terminaban empatados en los 90 minutos se disputaba una tanda de penales donde el ganador se llevaba un punto extra; en el Atahualpa jugaban el Quito-LDU y fue el primer partido en aplicar esta condición, 1-1 en el tiempo regular con goles de Manuel Ferreira (LDU) y Víctor Soria (SDQ), los de la plaza del teatro ganaron en los penales por 5-4.[14]
- 23 de noviembre de 2010. Liga transitaba sus años más gloriosos a nivel internacional, el equipo preparaba la vuelta de las semifinales de la Copa Sudamericana 2010 ante Independiente de Avellaneda y por el torneo local enfrentaría una situación conflictiva con el calendario, la fecha empezó en la noche del 22 de noviembre con la victoria 3-1 sobre El Nacional, pero por la cuestionada organización de la Federación Ecuatoriana de Fútbol en menos de 24 horas se volvió a programar a Liga, en la mañana del 23 de noviembre en Casa Blanca Deportivo Quito visitó a LDU que presentó un equipo con juveniles y jugadores alternos, el resultado final fue empate 1-1 con goles de Christian Lara para el local y Carlos García para los visitantes, la dirigencia otorgó entrada gratuita a los aficionados.[14]

## Goleadas históricas

### Goleadas históricas de Liga a Deportivo Quito
- 1968, LDU 4 - Deportivo Quito 1.
- 1975, Deportivo Quito 1 - LDU 4.
- 20 de marzo de 1983, LDU 3 - Deportivo Quito 0.
- 18 de marzo de 1984, LDU 4 - Deportivo Quito 1.
- 7 de octubre de 1990, Deportivo Quito 1 - LDU 5.
- 7 de noviembre de 1993, Deportivo Quito 1 - LDU 4.
- 15 de junio de 2005, Deportivo Quito 0 - LDU 4, goles de Patricio Urrutia 13', 21', Paúl Ambrosi 76' y Ariel Graziani 79'.
- 1 de noviembre de 2006, LDU 4 - Deportivo Quito 1, goles de Elkin Murillo 25', Agustín Delgado 63', 67' y Ariel Graziani 65'.
- 28 de febrero de 2009, LDU 4 - Deportivo Quito 0, goles de Walter Calderón 3', Claudio Bieler 9', 43' y Geovanny Caicedo 87' en contra.
- 22 de noviembre de 2012, LDU 3 - Deportivo Quito 0, goles de Claudio Bieler 45', Fernando Hidalgo 48' y Pablo Vitti 77'.[15]
- 28 de agosto de 2014, LDU 3 - Deportivo Quito 0, goles de Jonathan Ramis 19', Juan Anangonó 63' y Hólger Matamoros 72'.[16]
- 23 de agosto de 2015, Deportivo Quito 1 - LDU 4, goles de José Quintero 43', Luis Congo 55', Jonatan Álvez 60' y Diego Morales 86'.[17]

### Goleadas históricas de Deportivo Quito a Liga
- 1968, Deportivo Quito 3 - LDU 0.
- 5 de septiembre de 1990, LDU 0 - Deportivo Quito 3.
- 28 de octubre de 1992, LDU 0 - Deportivo Quito 3.
- 13 de agosto de 1994, LDU 1 - Deportivo Quito 4.
- 23 de abril de 2003, LDU 0 - Deportivo Quito 4, goles de Raúl Guerrón 4', Iván Kaviedes 32' y Néicer Reasco 54' en contra.[18]
- 8 de julio de 2006, Deportivo Quito 5 - LDU 1, goles de Rolando Jácome 1', Gabriel García 64', Estuardo Quiñónez 68', Ronal de Jesús 78' y Germán Real 82'.

## Partidos

### Campeonato Nacional
| Partido N.º | Fecha | Equipo local    | Marcador      | Equipo visitante | Estadio              |
| ----------- | ----- | --------------- | ------------- | ---------------- | -------------------- |
| 1           | 1964  | Liga de Quito   | 1 – 0         | Deportivo Quito  | Olímpico Atahualpa   |
| 2           | 1964  | Deportivo Quito | 1 – 0         | Liga de Quito    | Olímpico Atahualpa   |
| 3           | 1968  | Liga de Quito   | 2 – 2         | Deportivo Quito  | Olímpico Atahualpa   |
| 4           | 1968  | Deportivo Quito | 3 – 0         | Liga de Quito    | Olímpico Atahualpa   |
| 5           | 1968  | Liga de Quito   | 4 – 0         | Deportivo Quito  | Olímpico Atahualpa   |
| 6           | 1968  | Deportivo Quito | 0 – 0         | Liga de Quito    | Olímpico Atahualpa   |
| 7           | 1969  | Deportivo Quito | 2 – 1         | Liga de Quito    | Olímpico Atahualpa   |
| 8           | 1969  | Liga de Quito   | 1 – 1         | Deportivo Quito  | Olímpico Atahualpa   |
| 9           | 1970  | Liga de Quito   | 1 – 3         | Deportivo Quito  | Olímpico Atahualpa   |
| 10          | 1970  | Deportivo Quito | 2 – 0         | Liga de Quito    | Olímpico Atahualpa   |
| 11          | 1970  | Liga de Quito   | 2 – 0         | Deportivo Quito  | Olímpico Atahualpa   |
| 12          | 1970  | Deportivo Quito | 3 – 2         | Liga de Quito    | Olímpico Atahualpa   |
| 13          | 1971  | Liga de Quito   | 4 – 2         | Deportivo Quito  | Olímpico Atahualpa   |
| 14          | 1971  | Deportivo Quito | 1 – 3         | Liga de Quito    | Olímpico Atahualpa   |
| 15          | 1972  | Liga de Quito   | 3 – 3         | Deportivo Quito  | Olímpico Atahualpa   |
| 16          | 1972  | Deportivo Quito | 2 – 2         | Liga de Quito    | Olímpico Atahualpa   |
| 17          | 1975  | Deportivo Quito | 1 – 4         | Liga de Quito    | Olímpico Atahualpa   |
| 18          | 1975  | Liga de Quito   | 3 – 1         | Deportivo Quito  | Olímpico Atahualpa   |
| 19          | 1975  | Liga de Quito   | 0 – 0         | Deportivo Quito  | Olímpico Atahualpa   |
| 20          | 1975  | Deportivo Quito | 0 – 1         | Liga de Quito    | Olímpico Atahualpa   |
| 21          | 1976  | Liga de Quito   | 1 – 1         | Deportivo Quito  | Olímpico Atahualpa   |
| 22          | 1976  | Deportivo Quito | 0 – 1         | Liga de Quito    | Olímpico Atahualpa   |
| 23          | 1978  | Liga de Quito   | 1 – 0         | Deportivo Quito  | Olímpico Atahualpa   |
| 24          | 1978  | Deportivo Quito | 0 – 0         | Liga de Quito    | Olímpico Atahualpa   |
| 25          | 1979  | Deportivo Quito | 0 – 2         | Liga de Quito    | Olímpico Atahualpa   |
| 26          | 1979  | Liga de Quito   | 1 – 2         | Deportivo Quito  | Olímpico Atahualpa   |
| 27          | 1979  | Liga de Quito   | 0 – 0         | Deportivo Quito  | Olímpico Atahualpa   |
| 28          | 1979  | Deportivo Quito | 0 – 2         | Liga de Quito    | Olímpico Atahualpa   |
| 29          | 1980  | Deportivo Quito | 2 – 2         | Liga de Quito    | Olímpico Atahualpa   |
| 30          | 1980  | Liga de Quito   | 2 – 1         | Deportivo Quito  | Olímpico Atahualpa   |
| 31          | 1981  | Deportivo Quito | 0 – 2         | Liga de Quito    | Olímpico Atahualpa   |
| 32          | 1981  | Liga de Quito   | 3 – 2         | Deportivo Quito  | Olímpico Atahualpa   |
| 33          | 1981  | Liga de Quito   | 1 – 0         | Deportivo Quito  | Olímpico Atahualpa   |
| 34          | 1981  | Deportivo Quito | 2 – 1         | Liga de Quito    | Olímpico Atahualpa   |
| 35          | 1982  | Deportivo Quito | 4 – 2         | Liga de Quito    | Olímpico Atahualpa   |
| 36          | 1982  | Liga de Quito   | 1 – 1         | Deportivo Quito  | Olímpico Atahualpa   |
| 37          | 1982  | Deportivo Quito | 0 – 0         | Liga de Quito    | Olímpico Atahualpa   |
| 38          | 1982  | Liga de Quito   | 0 – 0         | Deportivo Quito  | Olímpico Atahualpa   |
| 39          | 1983  | Liga de Quito   | 3 – 0         | Deportivo Quito  | Olímpico Atahualpa   |
| 40          | 1983  | Deportivo Quito | 4 – 4         | Liga de Quito    | Olímpico Atahualpa   |
| 41          | 1984  | Liga de Quito   | 4 – 1         | Deportivo Quito  | Olímpico Atahualpa   |
| 42          | 1984  | Deportivo Quito | 1 – 0         | Liga de Quito    | Olímpico Atahualpa   |
| 43          | 1984  | Liga de Quito   | 1 – 0         | Deportivo Quito  | Olímpico Atahualpa   |
| 44          | 1984  | Deportivo Quito | 1 – 2         | Liga de Quito    | Olímpico Atahualpa   |
| 45          | 1985  | Liga de Quito   | 1 – 1         | Deportivo Quito  | Olímpico Atahualpa   |
| 46          | 1985  | Deportivo Quito | 3 – 2         | Liga de Quito    | Olímpico Atahualpa   |
| 47          | 1986  | Liga de Quito   | 1 – 1         | Deportivo Quito  | Olímpico Atahualpa   |
| 48          | 1986  | Deportivo Quito | 3 – 3         | Liga de Quito    | Olímpico Atahualpa   |
| 49          | 1987  | Deportivo Quito | 0 – 2         | Liga de Quito    | Olímpico Atahualpa   |
| 50          | 1987  | Liga de Quito   | 3 – 0         | Deportivo Quito  | Olímpico Atahualpa   |
| 51          | 1988  | Deportivo Quito | 3 – 5         | Liga de Quito    | Olímpico Atahualpa   |
| 52          | 1988  | Liga de Quito   | 2 – 2         | Deportivo Quito  | Olímpico Atahualpa   |
| 53          | 1988  | Liga de Quito   | 1 – 3         | Deportivo Quito  | Olímpico Atahualpa   |
| 54          | 1988  | Deportivo Quito | 0 – 0         | Liga de Quito    | Olímpico Atahualpa   |
| 55          | 1989  | Deportivo Quito | 1 – 1         | Liga de Quito    | Olímpico Atahualpa   |
| 56          | 1989  | Liga de Quito   | 0 – 1         | Deportivo Quito  | Olímpico Atahualpa   |
| 57          | 1989  | Liga de Quito   | 1 – 0         | Deportivo Quito  | Olímpico Atahualpa   |
| 58          | 1989  | Deportivo Quito | 1 – 1         | Liga de Quito    | Olímpico Atahualpa   |
| 59          | 1990  | Liga de Quito   | 1 – 1         | Deportivo Quito  | Olímpico Atahualpa   |
| 60          | 1990  | Deportivo Quito | 1 – 1         | Liga de Quito    | Olímpico Atahualpa   |
| 61          | 1990  | Liga de Quito   | 0 – 3         | Deportivo Quito  | Olímpico Atahualpa   |
| 62          | 1990  | Deportivo Quito | 0 – 0         | Liga de Quito    | Olímpico Atahualpa   |
| 63          | 1990  | Deportivo Quito | 1 – 5         | Liga de Quito    | Olímpico Atahualpa   |
| 64          | 1990  | Liga de Quito   | 2 – 2         | Deportivo Quito  | Olímpico Atahualpa   |
| 65          | 1991  | Deportivo Quito | 1 – 3         | Liga de Quito    | Olímpico Atahualpa   |
| 66          | 1991  | Liga de Quito   | 2 – 2         | Deportivo Quito  | Olímpico Atahualpa   |
| 67          | 1991  | Liga de Quito   | 2 – 3         | Deportivo Quito  | Olímpico Atahualpa   |
| 68          | 1991  | Deportivo Quito | 0 – 2         | Liga de Quito    | Olímpico Atahualpa   |
| 69          | 1992  | Liga de Quito   | 1 – 0         | Deportivo Quito  | Olímpico Atahualpa   |
| 70          | 1992  | Deportivo Quito | 4 – 3         | Liga de Quito    | Olímpico Atahualpa   |
| 71          | 1992  | Deportivo Quito | 0 – 2         | Liga de Quito    | Olímpico Atahualpa   |
| 72          | 1992  | Liga de Quito   | 0 – 3         | Deportivo Quito  | Olímpico Atahualpa   |
| 73          | 1993  | Liga de Quito   | 1 – 2         | Deportivo Quito  | Olímpico Atahualpa   |
| 74          | 1993  | Deportivo Quito | 1 – 4         | Liga de Quito    | Olímpico Atahualpa   |
| 75          | 1994  | Liga de Quito   | 1 – 3         | Deportivo Quito  | Olímpico Atahualpa   |
| 76          | 1994  | Deportivo Quito | 2 – 2         | Liga de Quito    | Olímpico Atahualpa   |
| 77          | 1994  | Liga de Quito   | 1 – 4         | Deportivo Quito  | Olímpico Atahualpa   |
| 78          | 1994  | Deportivo Quito | 1 – 1         | Liga de Quito    | Olímpico Atahualpa   |
| 79          | 1995  | Deportivo Quito | 0 – 1         | Liga de Quito    | Olímpico Atahualpa   |
| 80          | 1995  | Liga de Quito   | 1 – 0         | Deportivo Quito  | Gonzalo Pozo Ripalda |
| 81          | 1995  | Deportivo Quito | 1 – 2         | Liga de Quito    | Olímpico Atahualpa   |
| 82          | 1995  | Liga de Quito   | 1 – 0         | Deportivo Quito  | Olímpico Atahualpa   |
| 83          | 1996  | Deportivo Quito | 2 – 2         | Liga de Quito    | Olímpico Atahualpa   |
| 84          | 1996  | Liga de Quito   | 2 – 2         | Deportivo Quito  | Olímpico Atahualpa   |
| 85          | 1997  | Liga de Quito   | 1 – 1         | Deportivo Quito  | «Casa Blanca»        |
| 86          | 1997  | Deportivo Quito | 1 – 2         | Liga de Quito    | Olímpico Atahualpa   |
| 87          | 1997  | Deportivo Quito | 1 – 1         | Liga de Quito    | Olímpico Atahualpa   |
| 88          | 1997  | Liga de Quito   | 1 – 1         | Deportivo Quito  | «Casa Blanca»        |
| 89          | 1997  | Liga de Quito   | 0 – 0         | Deportivo Quito  | «Casa Blanca»        |
| 90          | 1997  | Deportivo Quito | 3 – 1         | Liga de Quito    | Olímpico Atahualpa   |
| 91          | 1998  | Deportivo Quito | (4) 1 – 1 (3) | Liga de Quito    | Olímpico Atahualpa   |
| 92          | 1998  | Liga de Quito   | (2) 0 – 0 (3) | Deportivo Quito  | «Casa Blanca»        |
| 93          | 1998  | Liga de Quito   | 1 – 0         | Deportivo Quito  | «Casa Blanca»        |
| 94          | 1998  | Deportivo Quito | 0 – 1         | Liga de Quito    | Olímpico Atahualpa   |
| 95          | 1999  | Deportivo Quito | 1 – 2         | Liga de Quito    | Olímpico Atahualpa   |
| 96          | 1999  | Liga de Quito   | 1 – 0         | Deportivo Quito  | «Casa Blanca»        |
| 97          | 1999  | Liga de Quito   | 3 – 1         | Deportivo Quito  | «Casa Blanca»        |
| 98          | 1999  | Deportivo Quito | 2 – 3         | Liga de Quito    | Olímpico Atahualpa   |
| 99          | 2000  | Liga de Quito   | 2 – 1         | Deportivo Quito  | «Casa Blanca»        |
| 100         | 2000  | Deportivo Quito | 2 – 1         | Liga de Quito    | Olímpico Atahualpa   |
| 101         | 2000  | Liga de Quito   | 0 – 1         | Deportivo Quito  | «Casa Blanca»        |
| 102         | 2000  | Deportivo Quito | 2 – 1         | Liga de Quito    | Olímpico Atahualpa   |
| 103         | 2002  | Deportivo Quito | 2 – 1         | Liga de Quito    | Olímpico Atahualpa   |
| 104         | 2002  | Liga de Quito   | 2 – 1         | Deportivo Quito  | «Casa Blanca»        |
| 105         | 2002  | Deportivo Quito | 2 – 1         | Liga de Quito    | Olímpico Atahualpa   |
| 106         | 2002  | Liga de Quito   | 0 – 2         | Deportivo Quito  | «Casa Blanca»        |
| 107         | 2002  | Deportivo Quito | 0 – 1         | Liga de Quito    | Olímpico Atahualpa   |
| 108         | 2002  | Liga de Quito   | 1 – 1         | Deportivo Quito  | «Casa Blanca»        |
| 109         | 2003  | Liga de Quito   | 0 – 4         | Deportivo Quito  | «Casa Blanca»        |
| 110         | 2003  | Deportivo Quito | 0 – 2         | Liga de Quito    | Olímpico Atahualpa   |
| 111         | 2003  | Deportivo Quito | 2 – 1         | Liga de Quito    | Olímpico Atahualpa   |
| 112         | 2003  | Liga de Quito   | 0 – 0         | Deportivo Quito  | «Casa Blanca»        |
| 113         | 2003  | Liga de Quito   | 4 – 2         | Deportivo Quito  | «Casa Blanca»        |
| 114         | 2003  | Deportivo Quito | 1 – 0         | Liga de Quito    | Olímpico Atahualpa   |
| 115         | 2004  | Deportivo Quito | 2 – 3         | Liga de Quito    | Olímpico Atahualpa   |
| 116         | 2004  | Liga de Quito   | 1 – 2         | Deportivo Quito  | «Casa Blanca»        |
| 117         | 2004  | Deportivo Quito | 2 – 1         | Liga de Quito    | Olímpico Atahualpa   |
| 118         | 2004  | Liga de Quito   | 0 – 2         | Deportivo Quito  | «Casa Blanca»        |
| 119         | 2005  | Liga de Quito   | 2 – 1         | Deportivo Quito  | «Casa Blanca»        |
| 120         | 2005  | Deportivo Quito | 0 – 4         | Liga de Quito    | Olímpico Atahualpa   |
| 121         | 2005  | Liga de Quito   | 1 – 1         | Deportivo Quito  | «Casa Blanca»        |
| 122         | 2005  | Deportivo Quito | 1 – 1         | Liga de Quito    | Olímpico Atahualpa   |
| 123         | 2006  | Liga de Quito   | 3 – 2         | Deportivo Quito  | «Casa Blanca»        |
| 124         | 2006  | Deportivo Quito | 1 – 2         | Liga de Quito    | Olímpico Atahualpa   |
| 125         | 2006  | Deportivo Quito | 5 – 1         | Liga de Quito    | Olímpico Atahualpa   |
| 126         | 2006  | Liga de Quito   | 2 – 1         | Deportivo Quito  | «Casa Blanca»        |
| 127         | 2006  | Liga de Quito   | 4 – 1         | Deportivo Quito  | «Casa Blanca»        |
| 128         | 2006  | Deportivo Quito | 4 – 3         | Liga de Quito    | Gonzalo Pozo Ripalda |
| 129         | 2007  | Liga de Quito   | 1 – 1         | Deportivo Quito  | «Casa Blanca»        |
| 130         | 2007  | Deportivo Quito | 2 – 2         | Liga de Quito    | Olímpico Atahualpa   |
| 131         | 2007  | Deportivo Quito | 1 – 0         | Liga de Quito    | Olímpico Atahualpa   |
| 132         | 2007  | Liga de Quito   | 2 – 0         | Deportivo Quito  | «Casa Blanca»        |
| 133         | 2007  | Deportivo Quito | 1 – 3         | Liga de Quito    | Olímpico Atahualpa   |
| 134         | 2007  | Liga de Quito   | 1 – 0         | Deportivo Quito  | «Casa Blanca»        |
| 135         | 2008  | Liga de Quito   | 1 – 0         | Deportivo Quito  | «Casa Blanca»        |
| 136         | 2008  | Deportivo Quito | 3 – 2         | Liga de Quito    | Olímpico Atahualpa   |
| 137         | 2008  | Liga de Quito   | 0 – 2         | Deportivo Quito  | «Casa Blanca»        |
| 138         | 2008  | Deportivo Quito | 2 – 0         | Liga de Quito    | Olímpico Atahualpa   |
| 139         | 2009  | Liga de Quito   | 4 – 0         | Deportivo Quito  | «Casa Blanca»        |
| 140         | 2009  | Deportivo Quito | 1 – 1         | Liga de Quito    | Olímpico Atahualpa   |
| 141         | 2009  | Deportivo Quito | 0 – 0         | Liga de Quito    | Olímpico Atahualpa   |
| 142         | 2009  | Liga de Quito   | 0 – 1         | Deportivo Quito  | «Casa Blanca»        |
| 143         | 2010  | Deportivo Quito | 0 – 1         | Liga de Quito    | Olímpico Atahualpa   |
| 144         | 2010  | Liga de Quito   | 2 – 0         | Deportivo Quito  | «Casa Blanca»        |
| 145         | 2010  | Deportivo Quito | 1 – 1         | Liga de Quito    | Olímpico Atahualpa   |
| 146         | 2010  | Liga de Quito   | 1 – 1         | Deportivo Quito  | «Casa Blanca»        |
| 147         | 2011  | Liga de Quito   | 0 – 1         | Deportivo Quito  | Olímpico de Ibarra   |
| 148         | 2011  | Deportivo Quito | 0 – 0         | Liga de Quito    | Olímpico Atahualpa   |
| 149         | 2011  | Liga de Quito   | 1 – 0         | Deportivo Quito  | «Casa Blanca»        |
| 150         | 2011  | Deportivo Quito | 1 – 1         | Liga de Quito    | Olímpico Atahualpa   |
| 151         | 2012  | Deportivo Quito | 0 – 0         | Liga de Quito    | Olímpico Atahualpa   |
| 152         | 2012  | Liga de Quito   | 0 – 0         | Deportivo Quito  | «Casa Blanca»        |
| 153         | 2012  | Deportivo Quito | 0 – 0         | Liga de Quito    | Olímpico Atahualpa   |
| 154         | 2012  | Liga de Quito   | 3 – 0         | Deportivo Quito  | «Casa Blanca»        |
| 155         | 2013  | Deportivo Quito | 2 – 1         | Liga de Quito    | Olímpico Atahualpa   |
| 156         | 2013  | Liga de Quito   | 1 – 3         | Deportivo Quito  | «Casa Blanca»        |
| 157         | 2013  | Deportivo Quito | 0 – 0         | Liga de Quito    | Olímpico Atahualpa   |
| 158         | 2013  | Liga de Quito   | 1 – 1         | Deportivo Quito  | «Casa Blanca»        |
| 159         | 2014  | Deportivo Quito | 1 – 1         | Liga de Quito    | Olímpico Atahualpa   |
| 160         | 2014  | Liga de Quito   | 2 – 0         | Deportivo Quito  | «Casa Blanca»        |
| 161         | 2014  | Liga de Quito   | 3 – 0         | Deportivo Quito  | «Casa Blanca»        |
| 162         | 2014  | Deportivo Quito | 2 – 3         | Liga de Quito    | Olímpico Atahualpa   |
| 163         | 2015  | Deportivo Quito | 0 – 0         | Liga de Quito    | Olímpico Atahualpa   |
| 164         | 2015  | Liga de Quito   | 3 – 1         | Deportivo Quito  | «Casa Blanca»        |
| 165         | 2015  | Deportivo Quito | 1 – 4         | Liga de Quito    | Olímpico Atahualpa   |
| 166         | 2015  | Liga de Quito   | 2 – 0         | Deportivo Quito  | «Casa Blanca»        |

## Estadios

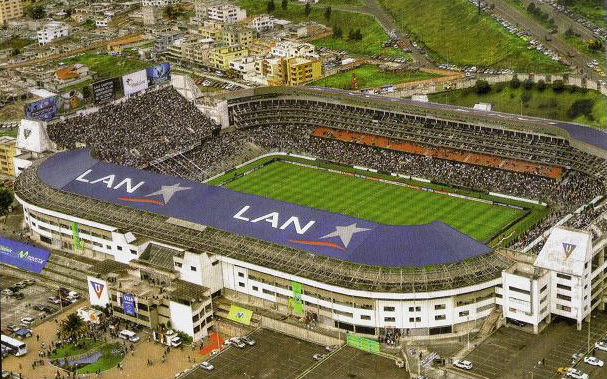
Estadio Rodrigo Paz

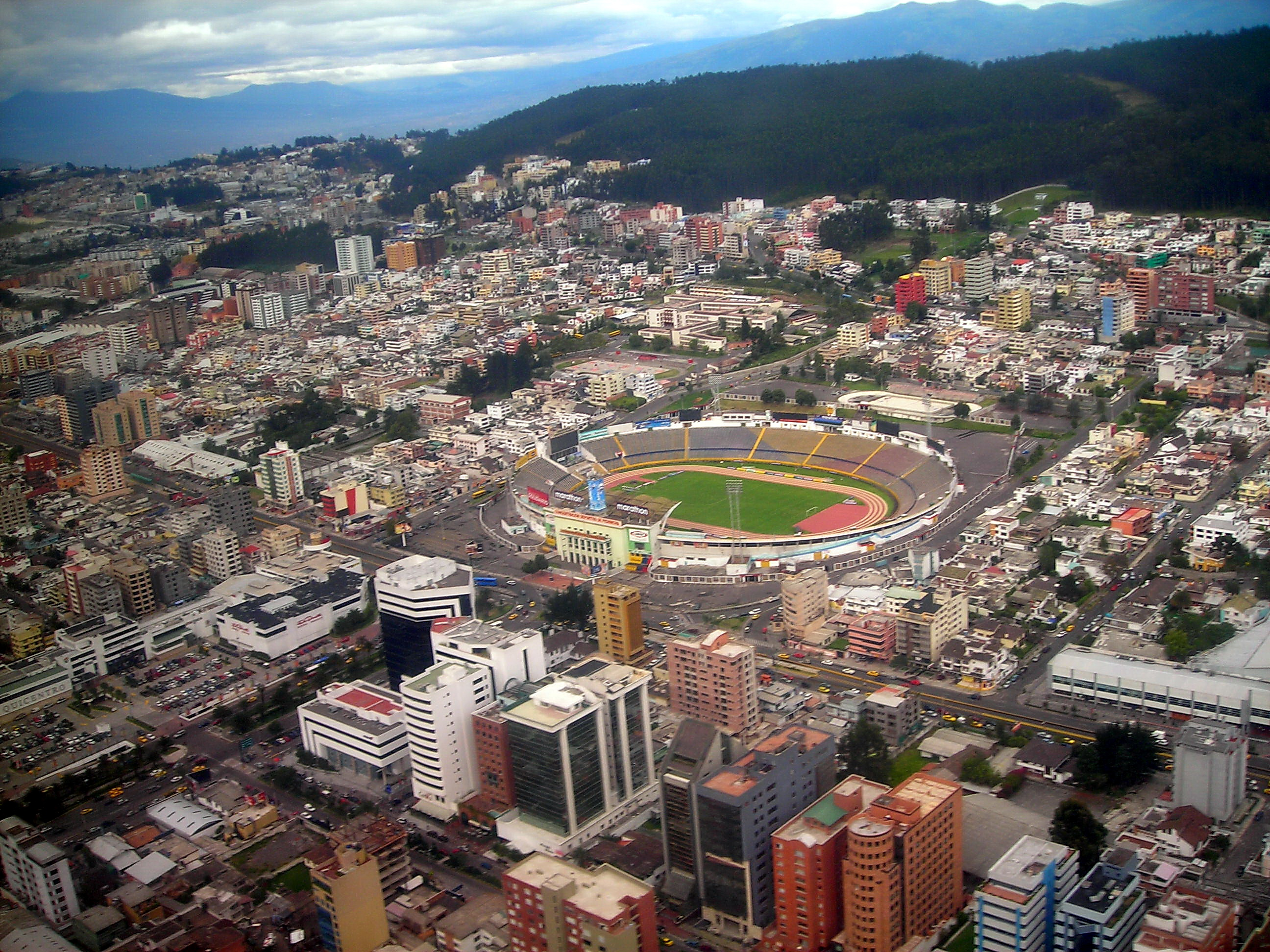
Estadio Olímpico Atahualpa

Los escenarios en los que se ven este encuentro histórico siempre eran en el Olímpico Atahualpa, sin embargo, Liga pudo tener su propio estadio en el año de 1997 llamado Casa Blanca, en la actualidad son estos dos estadios las localías principales de ambos clubes.

## Historial total
Para confeccionar esta tabla se toman en cuenta sólo los partidos oficiales por torneos nacionales. No se toman en cuenta los amistosos ni enfrentamientos previos en torneos provinciales y campeonatos interandinos.
Actualizado al 30 de octubre de 2015.
| Motivo              | PJ  | GQ | E  | GL | GolQ | GolL |
| ------------------- | --- | -- | -- | -- | ---- | ---- |
| Campeonato Nacional | 166 | 43 | 55 | 68 | 196  | 247  |
| Copa Ecuador        | 0   | 0  | 0  | 0  | 0    | 0    |
| Supercopa           | 0   | 0  | 0  | 0  | 0    | 0    |
| Total local         | 166 | 43 | 55 | 68 | 196  | 247  |
| Copa Sudamericana   | 0   | 0  | 0  | 0  | 0    | 0    |
| Copa Libertadores   | 0   | 0  | 0  | 0  | 0    | 0    |
| Total               | 166 | 43 | 55 | 68 | 196  | 247  |

| PJ: Partidos jugados           |
| GQ: Ganador Deportivo Quito    |
| GL: Ganador LDU                |
| E: Empate                      |
| GolQ: Goles de Deportivo Quito |
| GolL: Goles de LDU             |

## Títulos por club
| Interandino          | 6  | 4  | 10 |
| Serie A              | 13 | 5  | 18 |
| Serie B              | 2  | 1  | 3  |
| Segunda Categoría    | 0  | 1  | 1  |
| Copa Ecuador         | 1  | 0  | 1  |
| Supercopa de Ecuador | 3  | 0  | 3  |
| Copa Libertadores    | 1  | 0  | 1  |
| Copa Sudamericana    | 2  | 0  | 2  |
| Recopa Sudamericana  | 2  | 0  | 2  |
| Total                | 30 | 11 | 41 |